# Miquette et sa mère
Pour les articles homonymes, voir Miquette et sa mère (homonymie).
Miquette et sa mère est une comédie en 3 actes de Robert de Flers et Gaston Arman de Caillavet créée au théâtre des Variétés le 2 novembre 1906.

## Argument
Miquette Grandier aide sa mère à exploiter un bureau de tabac dans une petite ville de province, tout en rêvant de théâtre. Trois hommes ont leur regard sur elle : le marquis de la Tour-Mirande, légèrement sur le retour, son jeune neveu, Urbain de la Tour-Mirande, amoureux transi, et Montchablon, « grand premier rôle en tous genres », vieux comédien en tournée. 
Par dépit amoureux, Miquette, accompagnée du marquis, part pour Paris pour y faire du théâtre. Elle y retrouve Montchablon, sa mère, qui l’a suivie, et même Urbain, le neveu amoureux. Aventure, chassés-croisés, tournées théâtrales… Miquette épousera Urbain et le marquis se consolera avec Mme Grandier.

## Distribution de la création
- Ève Lavallière : Miquette Grandier
- Marie Magnier : Mme Grandier, sa mère
- Albert Brasseur : le marquis de la Tour-Mirande, 60 ans
- Charles Prince : Urbain de la Tour-Mirande, son neveu, 23 ans
- Max Dearly : Monchablon, comédien
- André Simon : Lahirel, clubman
- Émile Petit : Pierre, valet de chambre du marquis
- Max Linder : un mitron
- Mlle Cardin : Mlle Poche

- Georges Carpentier : Labouret, sous-préfet
- Mlle Debrives : Lili, comédienne
- Jane Frémaux : Louise, domestique de Miquette

- Mlle Ginette : Toto, comédienne
- Yvonne Harnold : Ponette, comédienne
- Lambert : un employé
- Léonie Laporte : Périne, nourrice de Miquette
- Berthe Lavernière  : Mme Michelot
- A. Marius : Mme Majoumel

- Emmanuel Matrat : Mongrébin, archiviste départemental
- Rocher : le concierge

## Adaptations cinématographiques
- 1934 : Miquette et sa mère d'Henri Diamant-Berger ;
- 1940 : Miquette de Jean Boyer ;
- 1950 : Miquette et sa mère d'Henri-Georges Clouzot.